# Письма с острова Чудаков
«Письма с острова Чудаков» — советский чёрно-белый художественный фильм  1966 года снятый на киностудии «Таллинфильм» режиссёром Юри Мюйром.
Экранизация произведений эстонского писателя Юхана Смуула из книги очерков «Письма из деревни Сыгедате».
Премьера фильма состоялась 22 августа 1966 года.

## Сюжет
Рыбацкая деревня на отдалённом острове, жители этой деревни со своими странностями и причудами, любящие свой край и суровое море. Фильм повествует о жизни и нелёгком труде рыбаков и их человеческих взаимоотношениях.

## В ролях
- Каарел Карм — Мартин Пури (дублировал Е. Копелян)
- Ильмар Таммур — Аугуст Пури (дублировал А. Суснин)
- Пауль Руубель — Гарибальд Штурм (дублировал И. Ефимов)
- Валдеко Ратассепп — Йоосеп Саар (дублировал Ф. Федоровский)
- Тыну Аав — Эрвин Ряйм (дублировал А. Липов)
- Пеэтер Кард — Рууди Аер (дублировал Л. Жуков)
- Аарне-Мати Юкскюла — писатель (дублировал А. Демьяненко)
- Эйли Сильд-Торга
- Хеленд Пеэп — секретарь парторганизации
- Юри Мюйр — председатель колхоза
- Кальё Кийск — рыбак
- Олев Эскола — штурман
- Эльза Ратассепп
- Марье Метсур — секретарь
- Айно Сеэп — жена Мартина
- Юри Гаршнек — эпизод
- Карл Левол — эпизод
- Хейно Раудсик — эпизод
- Рейн Вахаро — эпизод
- Инес Ару — эпизод
- Антс Йыги — эпизод
- Раймунд Фельт — эпизод